# Pneumologische Rehabilitation
Die pneumologische Rehabilitation als nichtmedikamentöse Therapie chronischer Lungenerkrankungen verfolgt das Ziel, über eine Reduktion der Krankheitssymptome und eine Steigerung der körperlichen Leistungsfähigkeit dem Betroffenen das größtmögliche Ausmaß an Unabhängigkeit zu ermöglichen.

## Grundlagen
Die Funktion der Bronchien und des Lungenparenchyms kann durch Training nicht verbessert werden, wohl aber die Funktion der quergestreiften Muskulatur und des kardiovaskulären Systems. Zu beachten ist, dass der Gasaustausch in den Lungen nicht nur durch die Atemmuskulatur und den entsprechenden Bluttransport gewährleistet wird, sondern dass eine Belüftungsstörung der Lungen durch die sogenannte dynamische Hyperinflation (dynamische Überblähung, „Air-Trapping“) während Anstrengung verschlechtert werden kann. Die Ursache dieser dynamischen Hyperinflation ist darin zu sehen, dass etwa COPD-Patienten das Atemzugvolumen bei vermehrtem Sauerstoffbedarf nicht einfach steigern können und stattdessen mit einer (weiteren) Zunahme der Atemfrequenz reagieren müssen. Dadurch wird aber auch die Ausatemzeit reduziert und letztlich die Lunge überbläht.
Diese Überblähung der Lunge führt auch deshalb zu einer Funktionsstörung der inspiratorischen Muskulatur, indem die Muskelfaserlänge in die Richtung eines ungünstigen Ausgangsniveaus verschoben wird.
Aus dies allem folgt, dass eine pneumologische Rehabilitation für jeden Patienten individuell geplant werden muss, um den muskulären, kardiovaskulären und pneumologischen Verhältnissen Rechnung zu tragen. Ebenso folgt daraus, dass die individuelle Leistungsfähigkeit des Patienten zuvor mittels einer ergometrischen Beurteilung in Verbindung mit einer Messung der Sauerstoffsättigung (gerade auch unter Belastung) abgeklärt werden muss.

## Indikationen
Eine pneumologische Rehabilitation ist bei allen Patienten angezeigt, die trotz optimalem Einsatz von Medikamenten noch Beschwerden haben. Zusätzlich werden ausgedehnte Operationen im Brustbereich heute nurmehr nach vorausgegangener pneumologischer Rehabilitation durchgeführt.
Nach den Kriterien der Evidenzbasierten Medizin sind gesicherte Indikationen
- Chronisch obstruktive Lungenerkrankung (Raucherlunge)[2]
- chronisches Asthma bronchiale[3]
- Interstitielle Lungenerkrankungen, wie etwa Mukoviszidose[4]
- Lungentransplantationen (vor und nach der Operation)

Weitere Indikationen für eine pneumologische Rehabilitation sind:
- Chronische Bronchitis
- Covid-19 mit vorwiegend pulmonaler Problemlage
- Lungenkrebs
- Lungenembolie
- Pulmonale Hypertonie (Lungenhochdruck)

## Kontraindikationen
Kontraindikationen sind
- mangelnde Bereitschaft oder Fähigkeit zur Mitarbeit sowie
- instabile internistische Erkrankungen mit der Gefahr einer akuten Dekompensation.

## Abklärung
Heute genügt es nicht mehr, alleine die Lungenfunktion als Entscheidungskriterium für die Planung therapeutischer Maßnahmen heranzuziehen. Ebenso wichtig ist die Erhebung folgender Parameter:
- Raucherstatus (Ausmaß des Tabakkonsums)
- Dyspnoe-Index
- Körpermasseindex (als Verhältnis des Körpergewichts zum Quadrat der Körperoberfläche)
- umfassende körperliche Leistungsfähigkeit
- Anzahl der Exacerbationen der bestehenden chronischen Lungenkrankheit (wie einer COPD)

## Einzelne Maßnahmen
1. Schulung: Eine entsprechende Schulung der Patienten erleichtert die Einsicht in die Notwendigkeit der folgenden Maßnahmen und stellt daher eine wirksame Maßnahme dar. Eine Schulung alleine ist jedoch unwirksam.
2. Diätberatung: Untergewicht geht mit verminderter Muskelkraft und Lebensqualität einher, Übergewicht mit erhöht die Belastung bei den Aktivitäten des täglichen Lebens, die durch die Atemnot ohnehin eingeschränkt sind. Ziel ist der Aufbau fettfreier Muskelmasse bei einem Abbau des Fettgewebe von maximal einem Kilogramm pro Monat.
3. Atemmuskeltraining: Dosiert und kontrolliert gestärkt wird dabei die inspiratorische, zum Einatmen benötigte Muskulatur. Im Gegensatz zum nachgewiesenen Nutzen dieser Maßnahmen bringt ein Training der exspiratorischen Muskulatur keinen Zusatznutzen.
4. Ausdauertraining: Voraussetzung hier ist die Bestimmung der optimalen Herzfrequenz (Trainingsfrequenz), beispielsweise anhand der Karvonen-Formel
5. Krafttraining: Eine kräftige Oberschenkelmuskulatur ist vor allem mit zunehmendem Alter mit einer verbesserten Lebensqualität gleichzusetzen.
6. Nikotinabstinenz: Bei fehlendem Willen zur Nikotinkarenz soll eine Kurzintervention zur Raucherentwöhnung angeboten werden, da Rauchen zu einer deutlich rascheren Progredienz chronischer Lungenerkrankungen wie der COPD führt und die angebotenen Entwöhnungsprogramme greifen.
7. Atemphysiotherapie: Ein entscheidendes Augenmerk gilt hier den schleimlösenden und -fördernden Maßnahmen, da freie Atemwege die Atemarbeit logischerweise verringern (dynamische Hyperinflation bzw. „Air-Trapping“)[5]